# Jane Jacobs
Jane Butzner Jacobs (Scranton, 4 de maio de 1916 — Toronto, 25 de abril de 2006) foi uma escritora e ativista política do Canadá, nascida nos Estados Unidos.
Sua obra mais conhecida é Morte e Vida de Grandes Cidades (The Death and Life of Great American Cities, 1961), na qual critica duramente as práticas de renovação do espaço público da década de 1950 nos Estados Unidos. Numa etnografia jornalística, a autora procurou, nesse livro, identificar no quotidiano de grandes cidades norte-americanas as razões da violência, da sujeira e do abandono, ou, ao contrário, a boa manutenção, a segurança e a qualidade de vida de lugares que constituíam a cena real das metrópoles, em simetria ao esquematismo dos modos de vida que os planejadores previam em seus modelos urbanos ideais.

## Biografia
Jane Jacobs nasceu em Scranton (Pensilvânia), filha de Bess Robison Butzner, ex-professora e enfermeira, e John Decker Butzner, médico. Depois de se formar no ensino médio ela trabalhou por um ano como assistente não-remunerada da editora das páginas femininas na publicação Scranton Tribune.

### Nova Iorque
Em 1935, durante a Grande Depressão, ela se mudou com sua irmã Betty para a cidade de Nova Iorque.  Jane Jacobs imediatamente tomou gosto por Greenwich Village, bairro de Manhattan que se diferencia por não seguir a grade estrutural da cidade. Posteriormente as irmãs se mudaram para o Brooklyn.
Durante seus primeiros anos na cidade Jane teve inúmeros empregos. Trabalhou principalmente como estenógrafa e jornalista freelancer, e também escrevia com frequência sobre os distritos da cidade. Seu primeiro emprego foi como secretária em uma revista especializada, e posteriormente como editora. Ela vendeu artigos para o "Sunday Herald Tribune", e para as revistas "Cue" e "Vogue".
Ela estudou na Universidade Columbia por dois anos, cursando geologia, zoologia, direito, ciências políticas e economia.

## Carreira
Após formar-se na Universidade Columbia, Butzner conseguiu um emprego na revista Iron Age. Um artigo seu de 1943 sobre o enfraquecimento da economia em Scranton foi amplamente divulgado e levou a Corporação Murray a implantar uma fábrica de aviões de guerra lá. Encorajado por este sucesso, Butzner organizou uma petição para a Comissão de Produção de Guerra (War Production Board) para que apoiasse mais operações em Scranton. Vítima de discriminação na Iron Age, Butzner também defendeu a igualdade de salários para mulheres e o direito dos trabalhadores de organizar sindicatos.

### Amerika
Jane tornou-se articulista para o Escritório de Informação de Guerra (Office of War Information), e depois relatora para o Amerika, uma publicação do Departamento de Estado dos Estados Unidos. Enquanto trabalhava lá, conheceu Robert Hyde Jacobs Jr., um arquiteto formado na Universidade Columbia que projetava aviões de guerra para Grumman. Butzner e Jacobs se casaram em 1944. Juntos tiveram dois filhos, James e Ned, e uma filha, Burgin. Os dois compraram um edifício de três andares em 555 Hudson St. Jane continuou a escrever para o Amerika após a guerra, enquanto Robert deixou a Grumman e voltou a trabalhar como arquiteto. O casal rejeitou os crescentes subúrbios denominando-os "parasitas", escolhendo em vez permanecer na Greenwich Village.
Enquanto trabalhava para o Departamento de Estado durante o Macartismo, Jane recebeu um questionário a cerca de sua lealdade e convicções políticas. Ela era anticomunista e havia deixado a União Federal dos Trabalhadores (Federal Workers Union) devido à aparente simpatia ao comunismo da mesma. Mas como era a favor de sindicatos e admirava o escrito de Saul Alinsky, estava sob suspeita de ser comunista.